# Mer Caspienne
« Caspienne » redirige ici. Ne pas confondre avec Capsienne.
La mer Caspienne est une vaste étendue d'eau salée, fermée, située en Asie occidentale. D'une longueur de 1 325 km depuis les environs de Prorva (Kazakhstan) au nord à la localité iranienne de Royan au sud et d'une largeur variant de 187 km à 444 km (couvrant près de 371 000 km2), on la qualifie couramment de plus grande mer fermée du monde bien que le droit international en ait a priori fait un lac sous la seule responsabilité des cinq pays riverains (le Kazakhstan au nord-est, la Russie au nord-ouest avec le Daghestan, la Kalmoukie et l'oblast d'Astrakhan, l'Azerbaïdjan au sud-ouest, l’Iran au sud et le Turkménistan au sud-est). Ils l'ont dotée en 2018 d'un statut juridique spécifique empruntant également au droit international de la mer.
Issue de la fermeture d’une mer océanique ancienne, l'océan ou mer Paratéthys, la mer Caspienne est bordée au nord et à l’est par les steppes de l’Asie centrale, à l’ouest et au sud par des chaînes issues de l’orogenèse himalayo-alpine : respectivement le Caucase et l’Elbourz. Elle est alimentée principalement (80 % des apports) par la Volga qui y a son embouchure. Ce lac est endoréique : il n'alimente aucun autre cours d'eau. Son niveau, environ 28 mètres en dessous du niveau général des mers, varie : +12,74 cm/an en moyenne de 1979 à 1995, puis −6,72 cm/an de 1996 à 2015, le renversement de tendance étant bien expliqué par une augmentation de l'évaporation au cours de ces décennies ; dans les scénarios de changement climatique et avec la hausse des prélèvements, la baisse du niveau devrait se poursuivre. En outre, la mer Caspienne souffre des habituels problèmes de pollution du fait de rejets  non traités, soit directement, soit dans les cours d'eau qui l'alimentent (spécialement la Volga, compte tenu de l'importance de ses apports).
La région est dotée d'une importante industrie pétrolière et gazière (pétrole de Bakou, champs de Azeri-Chirag-Guneshli, Kachagan, etc.) ; elle est aussi connue pour sa production de caviar (industrie qui a souffert de l'effondrement de l'URSS et de la pollution). Elle est également une importante voie de communication, qui relie l’Iran (et les pays que la Russie autorise) à la Méditerranée, via la Volga, le canal Don-Volga, le Don (qui débouche en mer d'Azov), la mer Noire et le Bosphore.

## Dénominations
Caspien est emprunté au latin caspianus, dérivé du latin caspius.
Son nom vient du peuple riverain antique des Caspiens, issu de la racine hourrite kas signifiant « montagnard » dont dérivent aussi les noms des Kassites des monts Zagros, des monts du Caucase et de la ville de Qazvin en Iran.
Dans l’Antiquité, elle était aussi appelée mer Hyrcanienne (en latin : mare Hyrcanum) d'après la région riveraine d'Hyrcanie.
Au Moyen Âge, elle fut aussi appelée mer Hvalissienne ou Choresmienne (lié aux Hvalis, les habitants du Choresm).
Dans les sources arabes, elle se nomme la Bahr el-Qazvin d'après la ville iranienne Qazvin.
Chez les peuples turciques comme les Azéris, les Turkmènes, et les Turcs, et en Iran la mer Caspienne est désignée par le nom Khazar/Hazar/Xazar :
- en turkmène : Hazar deňizi ;
- en azéri : Xəzər dənizi ;
- en turc moderne : Hazar denizi ;
- en Persan : Daryā-ye Khazar[8].

En Iran on l'appelle aussi parfois mer de Mazandaran (Daryā-ye Mazandaran), d'après la région iranienne qui la borde.
Par extension, certains géographes emploient caspienne — avec un c minuscule — comme adjectif pour désigner une mer fermée.
Il existe aussi une race chevaline « caspienne »,.

## Géographie

### Villes et côtes

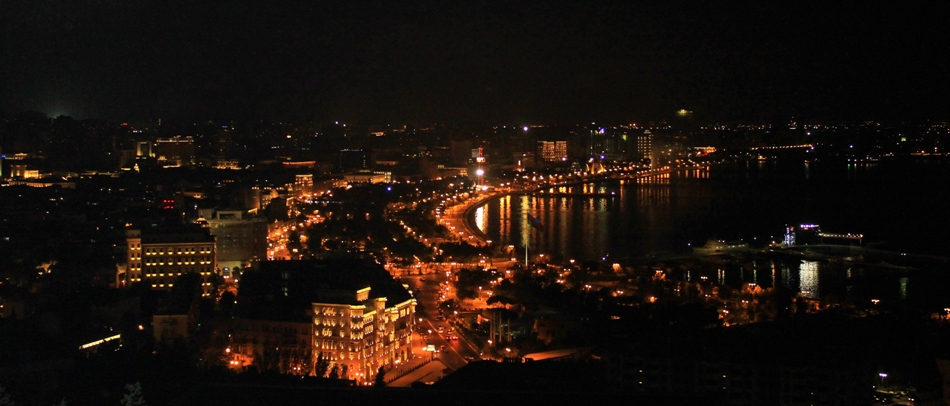
Bakou, capitale de l'Azerbaïdjan, est la ville la plus importante de la mer Caspienne.

La mer Caspienne a un littoral d'environ 6 000 km (7 000 km avec les îles). La longueur du littoral dans chacun des États riverains est la suivante :
- république du Kazakhstan : 2 320 km (sans les îles) ;
- république du Turkménistan : 1 200 km ;
- république d'Azerbaïdjan : 955 km (sans les îles) ;
- république islamique d'Iran : 724 km ;
- fédération de Russie : 695 km.

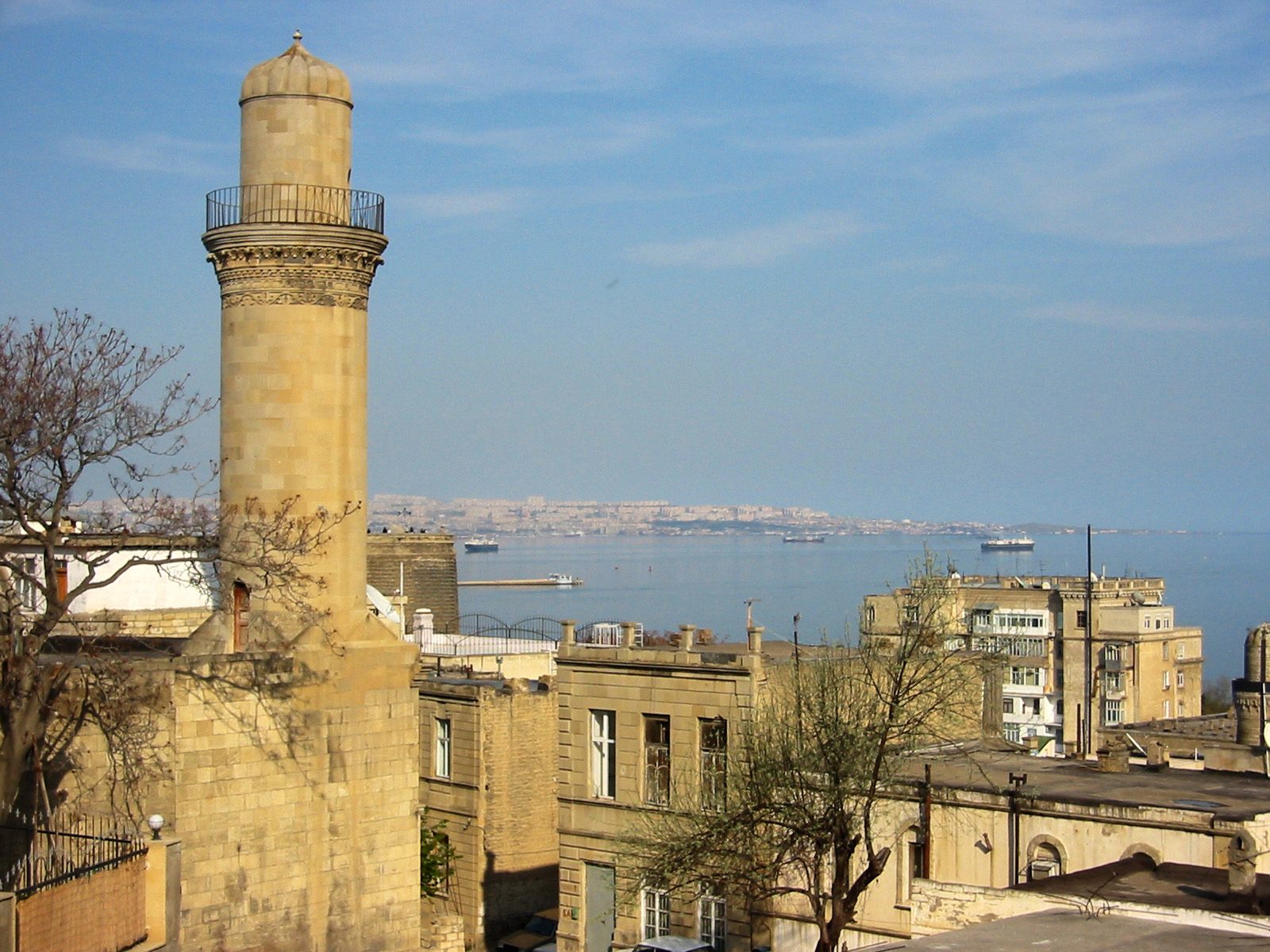
Vue sur la mer Caspienne à Bakou.

Les principales villes au bord de la mer Caspienne sont :
- Astrakhan, embouchure de la Volga sur la mer Caspienne ;
- Bakou, capitale de l'Azerbaïdjan et plus importante ville de la Caspienne ;
- Babol, province de Mazandaran, Iran ;
- Sari, capitale de la province de Mazandaran, Iran ;
- Türkmenbaşy (précédemment Krasnovodsk), Turkménistan ;
- Hazar sur la péninsule de Cheleken au Turkménistan ;
- Atyraou, Kazakhstan ;
- Aktaou (précédemment Chevtchenko), Kazakhstan ;
- Itil, ancienne ville khazare.

### Projets
Plusieurs projets de canaux sont en discussion :
- depuis 2006, il existe un projet de Canal Eurasie, rejoignant la Caspienne à la Mer d'Azov[13] ; le canal Don-Volga permet déjà de relier la mer Caspienne à la mer Noire, mais son gabarit limite les bateaux à environ 5000 t, alors qu'un nouveau canal pourrait être d'un gabarit plus important et raccourcirait le trajet total d'environ 1000 km. L'investissement se compterait en milliards de dollars, et la Chine est intéressée dans le cadre de la nouvelle route de la soie, mais le projet a encore bien des obstacles à surmonter[14] ;
- parallèlement, fait l'objet de pourparlers un projet de canal entre la Caspienne et le golfe Persique[réf. souhaitée].

## Caractéristiques hydrographiques et géologiques

### Superficie et profondeur
La mer Caspienne est, avec une superficie de 371 000 km2, la plus grande des masses d’eau enclavées du monde,,,,,,. Sa longueur maximale est de 1 030 km dans l’axe nord-sud, sa largeur maximale est de 435 km est-ouest. Ses caractéristiques en font un phénomène hydrologique unique, qui transcende à bien des égards les classifications habituelles. L’expression « mer fermée », qu’on lui applique couramment (ainsi qu’à la mer d'Aral), est probablement la plus à même de mettre en évidence ses singularités, tant vis-à-vis des mers ouvertes que des lacs classiques.
Si on la compare aux mers épicontinentales européennes, elle est cinq fois plus grande que la Manche (75 000 km2), deux fois et demie plus grande que l’Adriatique (160 000 km2), deux fois plus grande que la mer Égée (180 000 km2) et presque aussi grande que la mer Noire (411 000 km2). Si on la compare aux grands lacs endoréiques, elle est quatre-vingt-quatre fois plus grande que le Grand Lac Salé (4 400 km2), quarante fois plus grande que le lac Eyre (9 900 km2) et vingt fois plus grande que le lac Balkhach (18 200 km2).
La profondeur de la mer Caspienne, en moyenne de 211 m, est très variable, de quelques mètres seulement dans le nord et l'est où elle borde des plaines et où se forme des lagunes dont Kara-Bogaz-Gol est la plus grande, à un maximum de 1 025 m dans sa partie sud longée par des reliefs montagneux.

### Géologie
D’un point de vue géologique, hydrographique et historique, la mer Caspienne est une mer résiduelle de l’océan ou mer Paratéthys. C’est la plus grande mer fermée du monde. Elle a la même origine que la mer Noire et la mer d'Aral. Durant le Pliocène, l’ancienne Paratéthys se subdivisa en plusieurs mers intérieures qui finirent par ne plus être reliées les unes aux autres. Ce fut notamment le cas de la mer de Pannonie, une mer intérieure qui occupait l’actuelle plaine pannonienne. La plupart de ces mers fermées disparurent à la fin du Pléistocène. À présent, seules la mer Noire, la mer Caspienne et la mer d'Aral subsistent. Elles gardent les caractéristiques géologiques, hydrologiques et même, sur certains points, biologiques de base de la mer océanique dont elles sont issues, modifiées au fil des millions d’années, pour les deux dernières, par leur enclavement et leur alimentation constante en eau douce, tandis que la première au contraire a reçu récemment (il y a 7 000 ans) d’importants apports d’eau salée méditerranéenne.

### Salinité
La salinité de la mer Caspienne est d'environ 12 grammes de sel par litre d’eau, soit le tiers de la salinité de la plupart des mers ou océans (38 grammes de sel par litre en Méditerranée, 35 dans l'Atlantique). La salinité varie de 10 grammes au niveau de l’embouchure de la Volga, à 350 grammes dans l’immense bassin naturel de concentration de Kara-Bogaz-Gol dont l’eau ne cesse de s’évaporer, remplacée au fur et à mesure à travers l’étroite passe qui la relie à la Caspienne.

### Niveau de la mer Caspienne
La mer Caspienne se situe 27,6 mètres en dessous du niveau des océans.
Elle s’isole de l’ancienne Paratéthys il y a environ 5,5 millions d'années, en raison du soulèvement tectonique du Caucase et de la baisse du niveau des océans (régression marine). Lors de périodes climatiques chaudes et arides, la Caspienne a pu s’assécher en partie, déposant des sédiments comme la halite, qui furent recouverts par des dépôts éoliens. La mer se serait ensuite remplie de nouveau lorsque le climat et l’eau douce des fleuves environnants l’ont permis. Le niveau de la mer Caspienne fluctue au cours du temps, selon le climat, donc l’évaporation, et selon le débit de la Volga, son principal tributaire, lequel dépend de l’abondance des précipitations sur l’ensemble de son très étendu bassin versant. Le niveau de la mer est descendu et monté de nombreuses fois au cours des siècles : par exemple, les sources de l’Antiquité la décrivent plus étendue au nord qu’aujourd’hui, et reliée à la mer d'Aral par un chenal aujourd’hui à sec à travers l’actuel Turkmenistan ; celles du Moyen Âge décrivent une montée des eaux provoquant l’inondation des villes côtières de Khazarie, comme celle d’Itil.
Le niveau de la mer Caspienne oscille saisonnièrement et annuellement, mais il a baissé de 3 mètres de 1929 à 1977 pour ensuite remonter de 3 mètres (ou 1,5 m selon le rapport Dobris) de 1977 à 1995 pour à nouveau diminuer. Depuis 1995, le niveau a baissé de 2 mètres et le littoral a reculé de 20 à 30 kilomètres dans la région d’Atyraou. Le littoral iranien est aussi un écotone particulièrement mouvant. Les causes de ces variations ne sont pas encore complètement comprises, mais elle pourrait être liée au phénomène ENSO ; des perturbations nord-atlantiques plus fréquentes modifient la pluviométrie en Russie, en lien avec les cycles de l’oscillation nord-atlantique. Dans ce contexte, une tendance continue à la baisse de niveau, une salinisation avec eutrophisation sont attendues.
Ces phénomènes font de la Caspienne un lieu intéressant d'étude des causes et effets du changement climatique qui affecte l'ensemble du globe.
Les prélèvements d'eau liés à l'activité humaine sont également une cause importante de la diminution du niveau de l'eau. Pour les années 2021, 2022 et 2023, le niveau de la mer diminue d'environ 23 cm par an.

### Hydrographie: vents, courants et marées

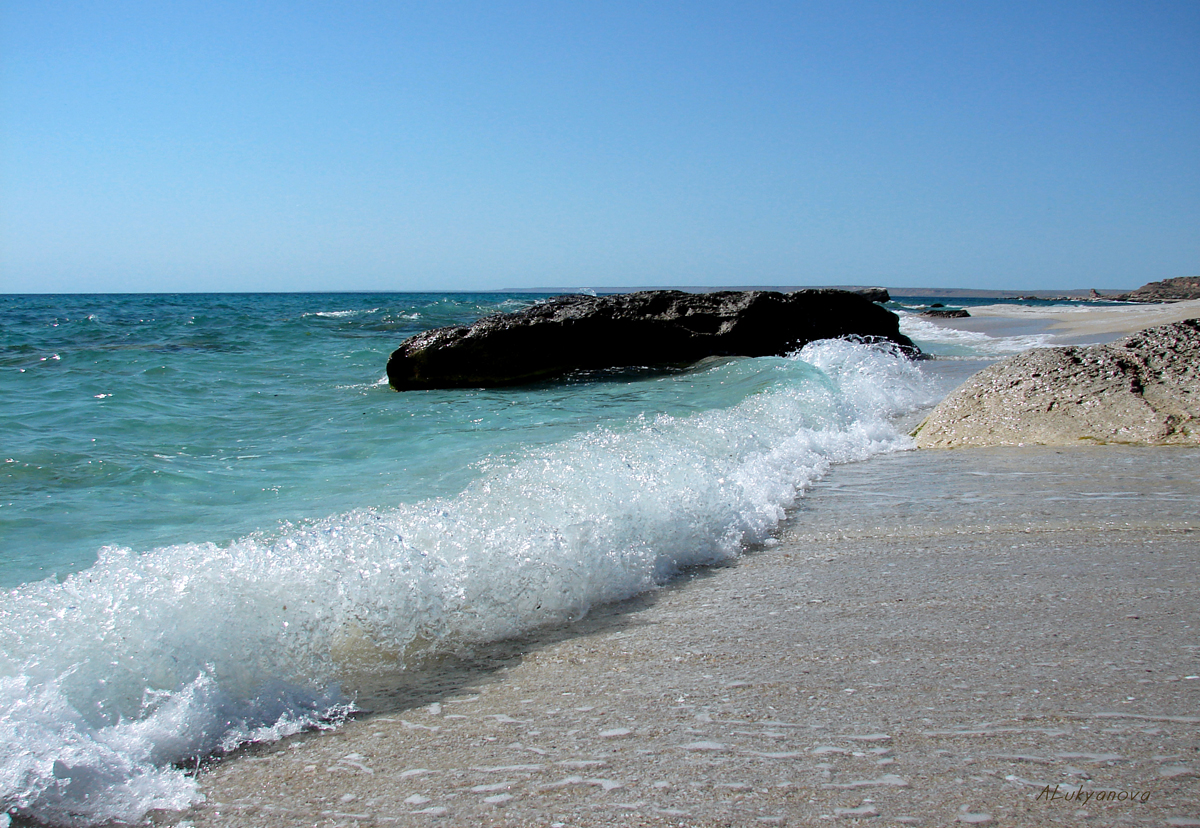
Mer Caspienne près d'Aktau, dans la région de Manguistaou, Kazakhstan.

Les fleuves Volga, Oural, Koura et Emba se jettent dans la mer Caspienne. La Volga assure à elle seule 80 % des apports en eau douce de la mer Caspienne. Une grande partie de l'Europe de l’Est, drainée par la Volga, appartient au bassin versant de la Caspienne.
Les précipitations atmosphériques, qui dépendent des reliefs côtiers, sont distribuées inégalement sur les littoraux de la Caspienne. La moyenne annuelle des précipitations est de 100 mm pour l'ensemble des côtes, réparties de la manière suivante :
- 300 mm dans le nord ;
- environ 300–400 mm à 600 mm à l'ouest ;
- 1 600 mm dans le sud-ouest ;
- 90 mm dans la partie orientale de la Caspienne ;
- environ 200 mm pour la péninsule d'Absheron.

À l'instar de la Baltique, de la mer Noire et de nombreuses mers resserrées ou de faible étendue, la Caspienne n'a pas de marées véritablement appréciables. Elle conserve cependant une dynamique continue en surface, avec des vagues et des courants. Pendant les deux tiers de l'année (250 jours), des vents forts et modérés s'apparentant parfois à des ouragans (35–40 m/s) peuvent soulever des vagues de 8 à 10 mètres de haut, ayant 100 à 150 mètres de longueur. De violentes vagues peuvent être observées dans le secteur central de la Caspienne, dans la péninsule d'Absheron et la ville Mahagegala. La période allant de mai à août est considérée comme la période la plus calme de l'année.
Les eaux de la Caspienne sont en mouvement continuel cyclonique, c'est-à-dire qu'elles suivent une rotation antihoraire. L'essentiel des courants est, comme pour les vagues, influencé par le vent. Une grande partie des courants, qui partent du Nord et descendent vers le sud, sont impulsés par le débit de la Volga. Les écarts de température entre le nord et le sud de la Caspienne causent des écarts de densité qui alimentent les flux de surface dans les secteurs centre et le sud de la mer, et causent des tourbillons cycloniques.
La vitesse moyenne des courants dans la mer Caspienne est de 15 à 20 cm/s. Cette valeur peut atteindre 100 cm/s entre les champs de pétrole de l'île Chilov et Neft Dashlary.

## Aspects environnementaux

### Climat
La mer Caspienne offre aux pays riverains de l'ouest et du sud une influence maritime très appréciable, de type méditerranéenne, très proche à bien des égards de celle de la mer Noire, diffusée par les vents puissants qui balayent la région, et régulée par les chaînes de montagnes voisines.
Alors que le climat de l'Iran est principalement aride ou semi-aride, la plaine côtière iranienne de la Caspienne fait exception avec un climat pontique : les températures y tombent rarement en dessous de 0 °C en hiver et le climat reste humide toute l’année.
En Azerbaïdjan, le climat n'est tempéré que le long du littoral caspien, le reste du pays connaissant des situations et des températures plus extrêmes. Le climat est subtropical et semi-aride dans les parties centrales, orientales, et dans le sud-est du pays. Et il est continental dans l'ouest et froid dans les montagnes azerbaïdjanaises.
En Russie, le Daghestan méridional bénéficie aussi d'un climat pontique similaire à celui des côtes de la Mer Noire. Les pluies présentent un maximum d'automne le long des côtes de la mer Caspienne.
À l'est en revanche, contrairement au Lenkoran azerbaïdjanais, au Daghestan méridional et aux rivages iraniens, le littoral turkmène apparaît comme un milieu hostile du fait des vents défavorables, qui limitent l'influence de la Caspienne : il est faiblement peuplé, et sa principale ville est le port de Türkmenbaşy (ancienne Krasnovodsk), qui fut fondé dans le cadre de la conquête tsariste à la fin du XIXe siècle.
Le climat de la mer Caspienne n'est pas homogène. Les grandes différences entre le climat méditerranéen de France et celui de type pontique de la Caspienne sont d'ordre hygrométrique et thermique. À l'ouest et au sud de la Caspienne, ce climat est humide l'été. À l'est de la Caspienne, « les hivers sont beaucoup plus froids, et même dans le sud azerbaïdjanais vers 40° de latitude ». Il y a environ trois mois de jours de gel par an à Yalta, et un manteau neigeux continu de deux mois, janvier et février. Les vagues d'air froid continental, voire arctique, glissent facilement l'hiver jusqu'à la mer Caspienne à 40° de latitude. L'effet d'abri au sud de la Chaîne Taurique et du Caucase occidental donnent naissance à des températures moins basses à latitudes égales au bord de la mer Noire. La banquise peut même recouvrir le nord-est de la mer durant l'hiver.

### Faune

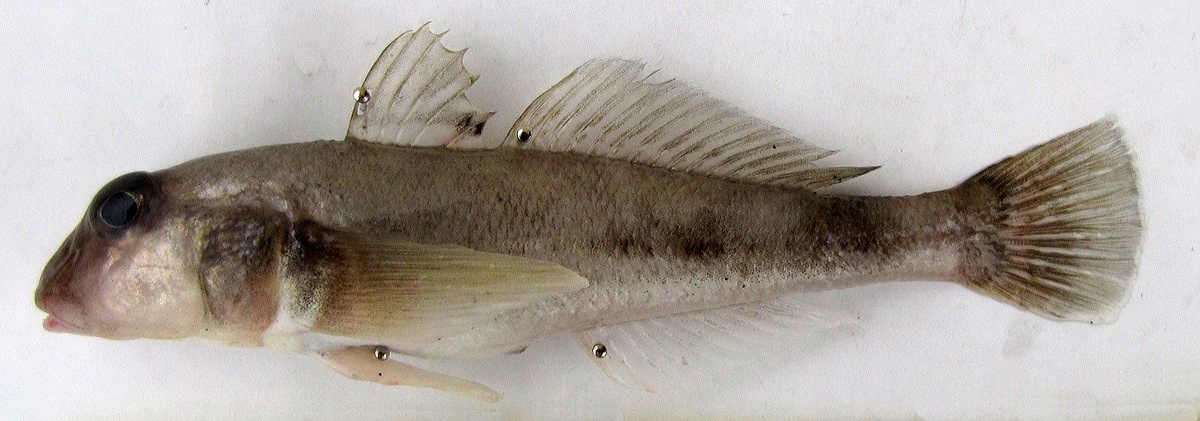
Le Gobie de la Caspienne (Neogobius caspius) est l'un des nombreux poissons endémiques de cette mer fermée.

La mer Caspienne est très poissonneuse. On y trouve des sterlets, des saumons, et surtout des esturgeons (grands esturgeons), qui fournissent du caviar. « La pêche fait vivre toute une population de pêcheurs, notamment aux environs d'Astrakhan, où l'on fabrique du caviar renommé ». Depuis les années 1980, la surpêche ayant entraîné la pullulation de méduses de l'espèce Mnemiopsis leidyi, le développement du marché noir et de la désintermédiation à la suite de la chute de l'URSS, ainsi que la pollution des eaux à l'origine de la « myopathie de l'esturgeon », ont diminué fortement les populations d'esturgeons et expliquent la quasi-disparition de l'industrie du caviar de Béluga en mer Caspienne.
Le fait que la mer Caspienne soit une mer résiduelle fermée issue d'un très ancien océan en fait à la fois un musée maritime à ciel ouvert et un écosystème fermé autonome et complexe. « On a notamment compté dans les eaux de la Caspienne une cinquantaine d'espèces de poissons endémiques qu'on ne rencontre pas dans les autres mers. Les coquillages sont peu nombreux à cause de la faible salinité des eaux. Il y a aussi des phoques ».
Le phoque de la Caspienne est une espèce endémique de la mer Caspienne. La survie de l'espèce est cependant menacée par la pollution industrielle et la chasse intensive. Parmi les oiseaux, on peut rencontrer le goéland pontique et la sterne caspienne.

### Autres ressources
Les profondeurs de la mer recèlent encore d'importantes ressources pétrolières.
Ses littoraux permettent l'existence d'un tourisme balnéaire pour tous les pays riverains. Ils offrent un front de mer à Bakou, la plus importante ville du Caucase. Les longues plages de sable du Turkménistan ou du nord de l'Iran sont traditionnellement très appréciées par les touristes étrangers et les locaux. En Iran, la capitale est beaucoup plus près de la Caspienne que de l'océan Indien, et les plages de Babolsar ont longtemps été fréquentées par la bonne société de Téhéran. Aujourd'hui, les habitants se regroupent à Chalus et Ramsar, leurs stations balnéaires favorites.

### Pollution
Selon le programme des Nations unies pour l'environnement, la mer Caspienne « souffre d'une énorme charge de pollution provenant de l'extraction et du raffinage du pétrole, des champs de pétrole offshore, des déchets radioactifs provenant de centrales nucléaires, et d'énormes volumes d'eaux usées non traitées et de déchets industriels introduits principalement par le fleuve Volga ».

## Géopolitique

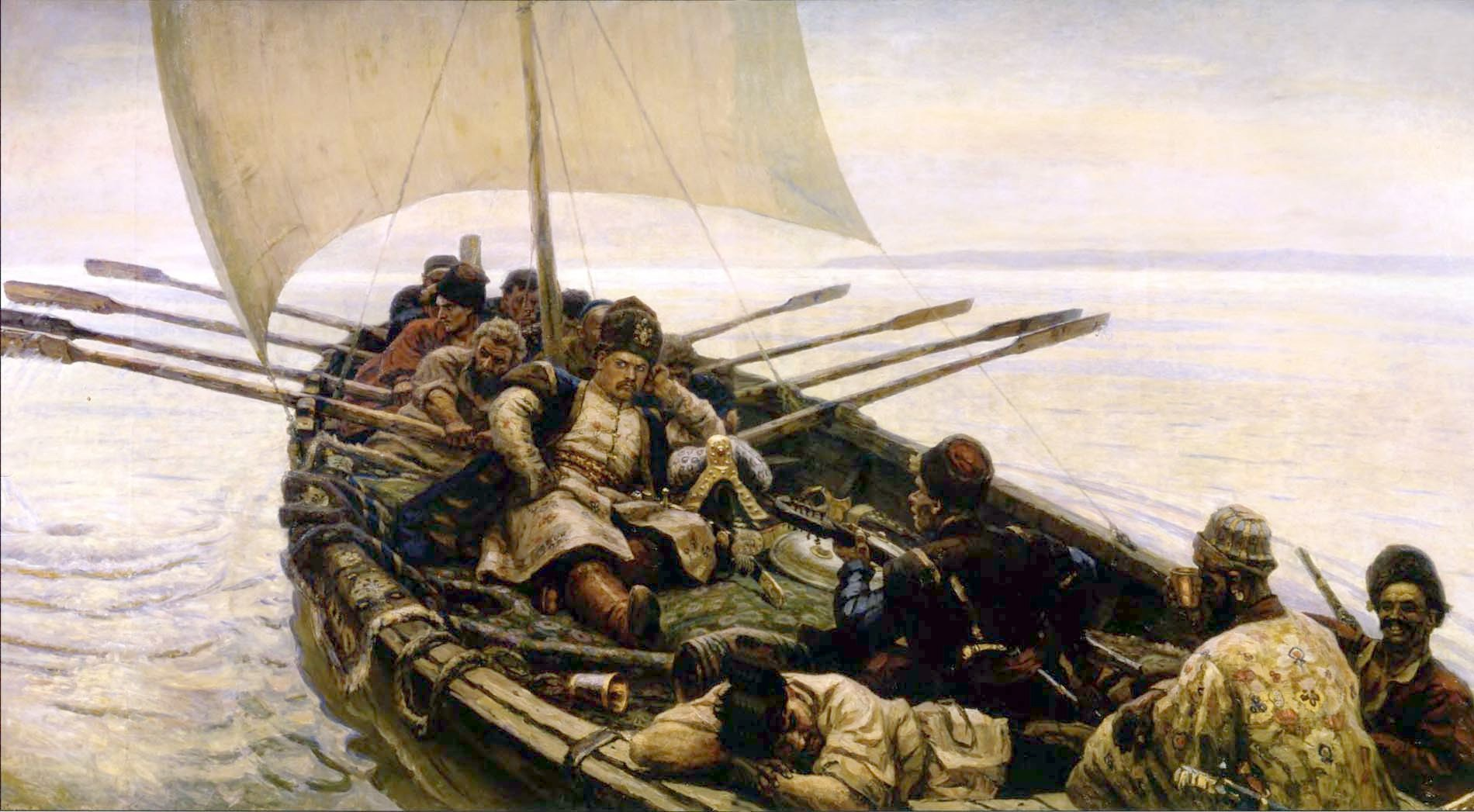
Stenka Razine naviguant sur la mer Caspienne (Vassili Sourikov).

La Caspienne parmi les régions pétrolifères de la zone d'influence russe (peut-être 50 milliards de barils).

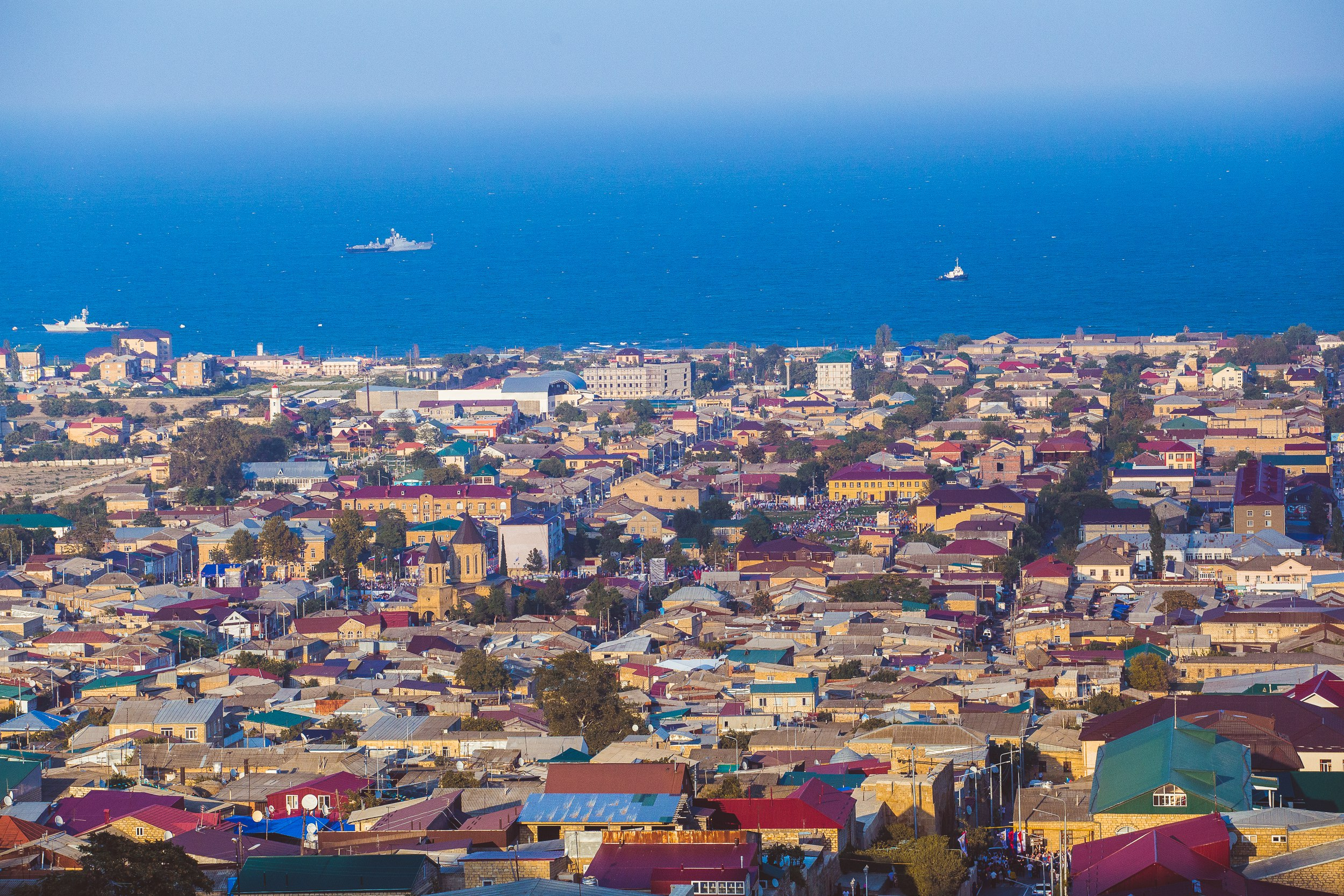
La mer Caspienne à Derbent (Russie, Daghestan) avec des navires de la marine russe.

La mer Caspienne est, de facto, un axe de circulation maritime international et un espace stratégique militaire majeur. Elle est « la grande voie de communication entre la Russie, le Caucase, l'Iran et le Turkménistan. Plusieurs compagnies de navigation entretiennent un trafic régulier sur ses eaux. ».
Après la dislocation de l'URSS et l'indépendance des républiques d’Asie centrale, le statut de la mer Caspienne est resté flou durant plus de deux décennies .
Une estimation a porté à 50 milliards de barils la quantité de pétrole (dont 13 milliards de barils au Kazakhstan) et à 300 mille milliards de mètres cubes de gaz, deux ressources situées sous une faible profondeur d'eau, mais difficiles à valoriser en raison du fait que ces hydrocarbures sont présents sous haute pression, de plus l'eau de cette région gèle en hiver, ce qui rend l'extraction plus difficile.
D'importantes flottes militaires de type océanique stationnent dans ses eaux (frégates, patrouilleurs, dragueurs de mines, etc.), héritières en partie de la flotte soviétique de la Caspienne. La plus grande puissance militaire de la région est la Russie. La base principale de la flotte russe est située à Astrakhan et sa zone opérationnelle recouvre toute la mer. La flotte russe est composée d'unités de surface, d'unités de soutien et de recherche et de sauvetage en mer, de forces aériennes, de troupes de défense des côtes et d'unités spécialisées pour la logistique technique. Ses principales missions sont « la protection des intérêts de la Russie dans la région de la Caspienne et la lutte contre le terrorisme ».
En 2011, le commandant en chef de la Marine russe a annoncé que, d'ici 2020, la flottille russe de la Caspienne serait dotée de 16 nouveaux navires de guerre. En 2012, le commandant adjoint de la marine iranienne, le contre-amiral Abbas Zamini, a indiqué que l'Iran avait l'intention de mettre à l'eau des sous-marins légers dans la mer Caspienne.
En août 2018, après 20 ans de négociations sur les enjeux de l'exploitation partagée des fonds marins, du pétrole, du gaz, du poisson et du caviar (vendu jusqu'à 25 mille dollars le kilogramme, en 2018), cinq pays (Azerbaïdjan, Iran, Kazakhstan, Russie et Turkménistan) lors d'un sommet régional tenu à Aktaou (Kazakhstan) ont signé la Convention sur le statut de la mer Caspienne, un accord historique définissant un nouveau statut pour la mer Caspienne. Ce cadre a permis au Turkménistan et à l’Azerbaïdjan de réaliser sur le fond de la Caspienne le gazoduc qu'ils projetaient depuis des années (pour ne plus dépendre des gazoducs russes ou chinois). La Russie a perdu son monopole sur le transport du gaz mais obtenu (comme l'Iran) qu’aucune puissance étrangère ne dispose de base ou de vaisseau militaire sur la mer Caspienne.
L'Iran a la plus petite part de littoral et de mer, mais porte un projet maritime et ferroviaire et un projet de traité international de corridor nord-sud la reliant à la Russie au sud, et aux pays riverains vers l’Inde et l’océan Indien.
Par ailleurs la Russie autorise depuis 2017 l'Iran à faire passer des bateaux par la Caspienne puis par la Volga et le canal Don-Volga pour qu'ils accèdent à la Mer Noire et de là à la Méditerranée.

### La question du statut juridique de la mer Caspienne

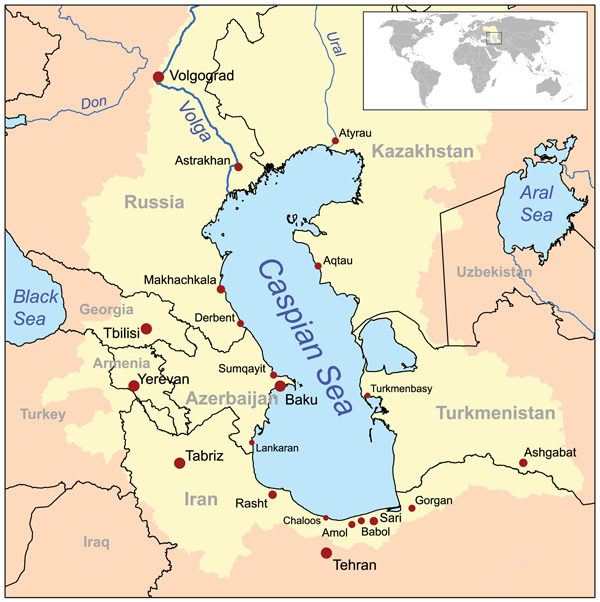
La mer Caspienne et les États riverains.

Ses dimensions et sa salinité font qu’on la dénomme toujours « mer », mais ses statuts scientifique et surtout juridique prêtent à débat, car elle n’a actuellement pas le statut officiel de mer, mais bien celui de lac (plus précisément, le plus grand des lacs salés), ce qui n’est pas sans poser de problèmes tant d’un point de vue juridique que scientifique. Objet des convoitises des pays riverains, ceux-ci souhaitent, en effet, qu’elle soit considérée comme une mer intérieure, la répartition des eaux territoriales et des richesses sous-marines ne se faisant pas de la même façon.
Le problème du statut juridique de la mer Caspienne demande un traitement spécifique, séparé de son statut scientifique. Il est l'objet d'un grand nombre d'études universitaires et d'articles critiques à travers le monde. Bien que la mer Caspienne soit, sur le plan strictement juridique, considérée aujourd'hui comme un lac salé et non une mer, son statut a fait l'objet d'une longue discussion car « les États riverains ont pris des positions diverses au fil de leur histoire, en fonction de leurs intérêts et des problèmes posés ». « À cet égard l’examen des documents publiés par les États riverains aux Nations Unies est tout à fait significatif et donne des indications précieuses sur la pratique des États ». « Alors que la Russie part de l’idée que la mer Caspienne est un lac et non pas une mer, le Kazakhstan, l'Azerbaïdjan et le Turkménistan fondent leur position sur l’hypothèse que le droit de la mer, codifié en 1982, est applicable ». « Le gouvernement iranien, qui n’emploie les qualificatifs ni de « lac » ni de « mer » pour désigner la mer Caspienne dans les documents publiés aux Nations Unies, insiste quant à lui sur la spécificité de cette étendue d’eau et de son régime juridique » : « La mer Caspienne est une étendue d’eau qui, par son caractère unique, présente une importance capitale pour les États riverains. Ces États sont conjointement responsables de son utilisation, de la mise en valeur de ses ressources naturelles et de la préservation de l’environnement ».
La discussion a finalement abouti le 12 août 2018 à la Convention sur le statut de la mer Caspienne signée lors du cinquième sommet de la mer Caspienne, par les présidents de la Russie, du Kazakhstan, d’Azerbaïdjan, d’Iran et du Turkménistan. Ce traité a pour vocation le partage des ressources naturelles et la régulation du trafic maritime civil et militaire entre les cinq signataires. Le statut juridique de la mer Caspienne est également précisé, il ne s'agit pour ces États ni d'un "lac" ni d'une "mer" mais d'un entre deux, en faisant une exception juridique,.